# NGC 2157
NGC 2157 (również ESO 57-SC58) – gromada otwarta znajdująca się w gwiazdozbiorze Złotej Ryby. Należy do Wielkiego Obłoku Magellana. Odkrył ją James Dunlop 6 listopada 1826 roku.